# Lac Virginia
Pour les articles homonymes, voir Virginia.
Le lac Virginia (en anglais : Virginia Lake) est un lac américain dans le comté de Tuolumne, en Californie. Il est situé à 2 813 mètres d'altitude au sein de la Yosemite Wilderness, dans le parc national de Yosemite.